# Campeonato Mancomunado Castilla-Aragón 1935-36
El Campeonato Mancomunado Castilla-Aragón de 1935/36 fue la 34.ª edición del Campeonato Regional Centro. Fue disputado entre septiembre y noviembre de 1935, y que contó por segunda edición consecutiva con equipos de las federaciones de fútbol que integraban la zona de Castilla y Aragón, dos de las divisiones territoriales de la Real Federación Española de Fútbol.
Este torneo en forma de liguilla de todos contra todos, fue la última edición del campeonato vencida por el Madrid Football Club, quien sumó su vigesimotercer título.
Los partidos se jugaron en menos de dos meses, entre el 1 de septiembre y el 3 de noviembre de 1935, un total de 30 encuentros.
En el campeonato participaron 6 equipos de las federaciones madrileña o centro, la aragonesa, la cántabra y la castellano-leonesa debido a la reestructuración de los campeonatos regionales.
Los equipos que disputaron esta edición fueron; Madrid Football Club, Athletic Club de Madrid, Zaragoza Football Club, Racing Club de Santander, Club Deportivo Nacional de Madrid y Club Valladolid Deportivo, siendo un campeonato muy disputado hasta el final y que no se decidió hasta la penúltima jornada. Finalmente el campeón fue el Madrid F. C. con un punto más que el Zaragoza F. C., siendo la mejor clasificación de un equipo de fuera de Madrid en la historia del campeonato. En cambio, los madrileños lograban su octavo título consecutivo, récord de la competición.

## Tablas de clasificación
|     | Equipo                    | Puntos | Jug. | Gan. | Emp. | Per. | G.F. | G.C. |
| --- | ------------------------- | ------ | ---- | ---- | ---- | ---- | ---- | ---- |
| 1.º | Madrid F. C.              | 15     | 10   | 6    | 3    | 1    | 23   | 8    |
| 2.º | Zaragoza F. C.            | 14     | 10   | 7    | 0    | 3    | 21   | 8    |
| 3.º | Athletic de Madrid        | 10     | 10   | 5    | 0    | 5    | 22   | 21   |
| 4.º | Racing de Santander       | 9      | 10   | 4    | 1    | 5    | 19   | 26   |
| 5.º | C. D. Nacional            | 7      | 10   | 3    | 1    | 6    | 17   | 27   |
| 6.º | Club Valladolid Deportivo | 5      | 10   | 2    | 1    | 7    | 17   | 29   |

|                  | MAD | ZAR | ATH | RAC | NAC | VAL |
| ---------------- | --- | --- | --- | --- | --- | --- |
| Madrid FC        |     | 1-0 | 2-0 | 4-1 | 3-0 | 7-1 |
| Zaragoza FC      | 2-0 |     | 1-0 | 3-0 | 6-1 | 2-1 |
| Athletic Madrid  | 0-2 | 2-1 |     | 4-2 | 5-2 | 5-3 |
| Racing Santander | 2-2 | 3-2 | 3-0 |     | 4-0 | 2-0 |
| CD Nacional      | 1-1 | 0-2 | 3-2 | 6-0 |     | 2-0 |
| Valladolid CD    | 1-1 | 0-2 | 2-4 | 5-2 | 4-2 |     |

|                                           |
|                                           |
| Campeón Madrid Football Club 23.er título |

|                      |                        |
| Madrid Football Club | Zaragoza Football Club |